# Chamaedorea latisecta
Chamaedorea latisecta là loài thực vật có hoa thuộc họ Arecaceae. Loài này được (H.E.Moore) A.H.Gentry mô tả khoa học đầu tiên năm 1986.